# رومن مونچنکو
رومن مونچنکو (روسی: Роман Витальевич Монченко؛ ۹ اوت ۱۹۶۴ – ۲ ژانویهٔ ۲۰۲۰) قایقران روئینگ اهل روسیه بود.